# Julio Lojo
Julio Lojo (ur. 24 października 1986) – panamski lekkoatleta specjalizujący się w rzucie oszczepem. 
Rekord życiowy: 60,91 (21 kwietnia 2007, Ponce) – rezultat ten jest rekordem Panamy.

## Osiągnięcia
| Rok  | Impreza                                  | Miejsce  | Lokata      | Wynik |
| ---- | ---------------------------------------- | -------- | ----------- | ----- |
| 2006 | Mistrzostwa ibero-amerykańskie           | Ponce    | 9. miejsce  | 57,59 |
| 2011 | Mistrzostwa Ameryki Środkowej i Karaibów | Mayagüez | 12. miejsce | 54,99 |